# Timur
A Timur török eredetű férfinév, jelentése: vas.

## Gyakorisága
Az 1990-es években szórványos név, a 2000-es években nem szerepel a 100 leggyakoribb férfinév között.

## Névnapok
- július 25.[2]
- szeptember 18.[2]

## Híres Timurok
- Timur Lenk, mongol fejedelem
- Timur, Arkagyij Gajdar szovjet-orosz író ifjúsági regényének (Timur és csapata, Тимур и его команда) főhőse.